# العلاقات السويدية السويسرية
العلاقات السويدية السويسرية هي العلاقات الثنائية التي تجمع بين السويد وسويسرا.

## مقارنة بين البلدين
هذه مقارنة عامة ومرجعية للدولتين:
| وجه المقارنة                                              | السويد                                                                               | سويسرا                                                                                      |
| --------------------------------------------------------- | ------------------------------------------------------------------------------------ | ------------------------------------------------------------------------------------------- |
| المساحة (كم2)                                             | 450.30 ألف                                                                           | 41.28 ألف                                                                                   |
| عدد السكان (نسمة)                                         | 10.16 مليون                                                                          | 8.21 مليون                                                                                  |
| الكثافة السكانية (ن./كم²)                                 | 22.56                                                                                | 198.89                                                                                      |
| العاصمة                                                   | ستوكهولم                                                                             | برن                                                                                         |
| اللغة الرسمية                                             | اللغة السويدية، لغات السامي، اللغة الفنلندية، منكيلي، اللغة الرومنية، اللغة اليديشية | اللغة الألمانية، اللغة الإيطالية، لغة فرنسية، اللغة الرومانشية، الألمانية السويسرية الموحدة |
| العملة                                                    | كرونة سويدية                                                                         | فرنك سويسري                                                                                 |
| الناتج المحلي الإجمالي (بليون دولار)                      | 538.04 مليار                                                                         | 678.89 مليار                                                                                |
| الناتج المحلي الإجمالي (تعادل القوة الشرائية) بليون دولار | 469.01 مليار                                                                         | 518.07 مليار                                                                                |
| الناتج المحلي الإجمالي الاسمي للفرد دولار أمريكي          | 50.58 ألف                                                                            | 80.94 ألف                                                                                   |
| الناتج المحلي الإجمالي للفرد دولار أمريكي                 | 45.30 ألف                                                                            | 59.54 ألف                                                                                   |
| مؤشر التنمية البشرية                                      | 0.907                                                                                | 0.930                                                                                       |
| رمز المكالمات الدولي                                      | +46                                                                                  | +41                                                                                         |
| رمز الإنترنت                                              | .se                                                                                  | .ch، .swiss ‏                                                                                |
| المنطقة الزمنية                                           | توقيت وسط أوروبا، ت ع م+01:00، ت ع م+02:00، أوروبا/ستوكهولم ‏                         | توقيت وسط أوروبا، ت ع م+01:00، ت ع م+02:00، أوروبا/زيورخ ‏                                   |

## منظمات دولية مشتركة
يشترك البلدان في عضوية مجموعة من المنظمات الدولية، منها:
| علم المنظمة | اسم المنظمة                               | تاريخ انضمام السويد | تاريخ انضمام سويسرا |
| ----------- | ----------------------------------------- | ------------------- | ------------------- |
|             | مؤسسة التمويل الدولية                     | 20 يوليو 1956       | 29 مايو 1992        |
|             | يونسكو                                    | 23 يناير 1950       | 28 يناير 1949       |
|             | مجموعة أستراليا                           | 1991                | 1987                |
|             | المرصد الأوروبي الجنوبي                   | 1962                | 1982                |
|             | اتحاد المدفوعات الأوروبي ‏                 | ?                   | ?                   |
|             | مجموعة الموردين النوويين                  | ?                   | ?                   |
|             | الوكالة الدولية للطاقة                    | ?                   | ?                   |
|             | مؤسسة التنمية الدولية                     | 24 سبتمبر 1960      | 29 مايو 1992        |
|             | منظمة التعاون الاقتصادي والتنمية          | ?                   | ?                   |
|             | المركز الدولي لتسوية المنازعات الاستشارية | 28 يناير 1967       | 14 يونيو 1968       |
|             | وكالة ضمان الاستثمار متعدد الأطراف        | 12 أبريل 1988       | 12 أبريل 1988       |
|             | منظمة حظر الأسلحة الكيميائية              | ?                   | ?                   |
|             | المنظمة الأوروبية لسلامة الملاحة الجوية   | 1995                | 1992                |
|             | البنك الإفريقي للتنمية                    | ?                   | ?                   |
|             | الأمم المتحدة                             | 19 نوفمبر 1946      | 10 سبتمبر 2002      |
|             | الاتحاد الدولي للاتصالات                  | 1866                | 1866                |
|             | منظمة الشرطة الجنائية الدولية             | ?                   | ?                   |
|             | البنك الدولي للإنشاء والتعمير             | 31 أغسطس 1951       | 29 مايو 1992        |
|             | منظمة الأمن والتعاون في أوروبا            | 25 يونيو 1973       | 25 يونيو 1973       |
|             | وكالة الفضاء الأوروبية                    | ?                   | ?                   |
|             | الاتحاد البريدي العالمي                   | ?                   | ?                   |
|             | منظمة التجارة العالمية                    | 1995                | ?                   |
|             | الفريق المعني برصد الأرض                  | ?                   | ?                   |
|             | بنك التنمية الآسيوي                       | 1966                | 1967                |
|             | نظام تحكم تكنولوجيا القذائف               | 1991                | 1992                |
|             | مجلس أوروبا                               | ?                   | ?                   |

## أعلام
هذه قائمة لبعض الشخصيات التي تربطها علاقات بالبلدين:
- أنتي جاكيلين (4 يونيو 1955 – )
- أولف فون أولر (7 فبراير 1905[25][26] – 9 مارس 1983[25][26])
- بيتر فايس (8 نوفمبر 1916[27][28][29] – 10 مايو 1982[27][28][29])
- هانس فون أويلر شلبين (15 فبراير 1873[30][31][32] – 6 نوفمبر 1964[30][32])

## وصلات خارجية
- موقع وزارة الخارجية السويدية
- موقع وزارة الخارجية السويسرية